# بسته‌همسری

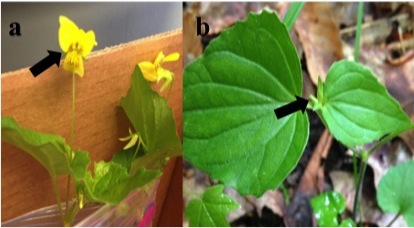
بازهمسری (a) و بسته‌همسری (b) در گل بنفشه.

بسته‌همسری یا کلیستوگامی (به انگلیسی:Cleistogamy)به گرده‌افشانی در گیاهان خودگرده‌افشان، قبل از بازشدن کامل گل گفته می‌شود. این رفتار بیشتر در لوبیا، نخود و بادام زمینی و بسیاری از گونه‌های چمن دیده می‌شود که به شکل بسیار گسترده‌تر در جنس بنفشه وجود دارد.

این رفتار در مقابل بازهمسری (شازموگامی) قرار می‌گیرد. البته در بسیاری از گیاهان که گل‌های بسته‌همسر دارند، گل‌های شازموگام هم ایجاد می‌شود. این روش می‌تواند روشی جهت مبارزه با تنش و عدم وجود شرایط دلخواه باشد به این ترتیب که گل بسته‌همسر پدیدار شده، دیگر نیازی به استفاده از گلبرگ و شهد برای کشاندن حشرات گرده‌افشانی و همچنین ساخت دانه گرده زیاد ندارد و می‌تواند در بکار بردن انرژی جهت ازدیاد نسل، صرفه‌جویی کند. برای نمونه گیاه Impatience capensis(گل حنای نارنجی) است که تنها هنگام آسیب دیدن از گل‌های بسته‌همسر استفاده می‌کند.
مشکل بزرگ که در بسته‌همسری وجود دارد، کاهش تنوع ژنی است. همچنین از مزیت بسته‌همسری می‌توان در برنامه‌های اصلاح نژاد و گیاهان تراریخته ژنی(GMO) بخاطر میزان بالای موفقیت در خود گرده‌افشانی در گل‌های بسته‌همسر استفاده کرد.